# Division 1 1937/38
Die Division 1 1937/38 war die sechste Austragung der professionellen französischen Fußballliga. Den Meistertitel gewann der FC Sochaux, nach seinem Erfolg von 1935 als erster französischer Verein zum zweiten Mal.

## Modus
Teilnahmeberechtigt waren die Vereine, die die Vorsaison nicht schlechter als auf dem 14. Platz abgeschlossen hatten, und die beiden Aufsteiger aus der zweiten Division.

## Vereine
In dieser Saison spielten folgende Mannschaften um den Meistertitel:
- sechs Klubs aus dem äußersten Norden (Olympique und der SC Fives aus Lille, Excelsior und Racing aus Roubaix, dazu die beiden Aufsteiger Racing Lens und US Valenciennes-Anzin),
- drei aus Paris bzw. der Normandie (Racing, Red Star Olympique, FC Rouen),
- drei aus dem Nordosten (FC Sochaux, Racing Strasbourg, FC Metz),
- vier aus dem Südosten (FC Sète, Titelverteidiger Olympique Marseille, AS Cannes, FC Antibes).

Von diesen 16 Teams gehörten neun zu den Gründungsmitgliedern der Liga, die bis dahin ununterbrochen in ihr vertreten waren: Antibes, Cannes, Fives, Lille, Marseille, RC Paris, EAC Roubaix, Sète und Sochaux.

## Saisonverlauf
Es galt die Zwei-Punkte-Regel; bei Punktgleichheit gab der Torquotient den Ausschlag für die Platzierung.
Meister wurde die Mannschaft mit dem besten Angriff und der von Teilen der Presse gerne als „Maginot-Linie“ bezeichneten – gemeint war damit insbesondere die Nationalelf-Reihe Di Lorto–Cazenave–Mattler – besten Abwehr der Liga; dabei hatte Sochaux gegen Marseille und Sète, seine beiden Hauptkonkurrenten, die Heimspiele verloren und war auch aus Marseille mit einer Niederlage heimgekehrt. Aber die Stärke der „Werkself von Peugeot“ lag darin, dass sie dank ihres quali- wie quantitativ gut besetzten Spielerkaders verletzungsbedingte Ausfälle gleichwertig kompensieren konnte. Während der gesamten Saison kam lediglich eine vierte Niederlage (1:2 in Antibes) hinzu, so dass Sochaux die Verfolger auf Abstand halten konnte.
Die beiden anderen Mitfavoriten, Lille (Meister 1933) und Racing Paris (Meister 1935), konnten von Anfang an nie in das Titelrennen eingreifen; Ursache dafür war im Falle der Nordfranzosen die häufige Torblockade seiner Angreifer, während die Hauptstädter durch mehrere hochkarätige Abgänge (Delfour, Dupuis, Kennedy, Mercier) stark geschwächt waren. Am unteren Tabellenende waren Valenciennes – die „Fahrstuhlmannschaft“ jener Jahre besaß sowohl den schwächsten Angriff als auch die löcherigsten Abwehr der Division 1 – und Red Star frühzeitig abgeschlagen und mussten zur folgenden Saison ihren Platz für die Aufsteiger Le Havre AC und AS Saint-Étienne räumen.
Drei Torschützen setzten in dieser Spielzeit ein Ausrufezeichen: Jean Nicolas schoss sieben der neun Treffer seines FC Rouen in Valenciennes, womit er den bis in die Gegenwart (2010/11) gültigen Rekord „Trello“ Abegglens aus der Saison 1934/35 – ebenfalls gegen Valenciennes erzielt – einstellte. Immerhin sechs Tore bei Red Stars 7:0-Sieg gegen Racing Roubaix trugen die Absenderangabe André Simonyi, und mit Jaguaré Bezerra de Vasconcelos aus Marseille war sogar ein Torhüter erfolgreich, der beim 1:1 in Sète einen Strafstoß verwandelte und dazu zwei gegnerische abwehrte.

## Abschlusstabelle
| Pl. | Verein                    | Sp. | S  | U  | N  | Tore    | Quote | Punkte |
| --- | ------------------------- | --- | -- | -- | -- | ------- | ----- | ------ |
| 1.  | FC Sochaux (P)            | 30  | 18 | 8  | 4  | 069:260 | 2,65  | 44:16  |
| 2.  | Olympique Marseille (M)   | 30  | 15 | 12 | 3  | 061:350 | 1,74  | 42:18  |
| 3.  | FC Sète                   | 30  | 16 | 9  | 5  | 052:280 | 1,86  | 41:19  |
| 4.  | FC Rouen                  | 30  | 14 | 8  | 8  | 057:440 | 1,30  | 36:24  |
| 5.  | Racing Straßburg          | 30  | 12 | 9  | 9  | 066:540 | 1,22  | 33:27  |
| 6.  | Excelsior AC Roubaix      | 30  | 10 | 11 | 9  | 059:570 | 1,04  | 31:29  |
| 7.  | Olympique Lille           | 30  | 10 | 9  | 11 | 039:330 | 1,18  | 29:31  |
| 8.  | Racing Roubaix            | 30  | 11 | 6  | 13 | 039:600 | 0,65  | 28:32  |
| 9.  | AS Cannes                 | 30  | 8  | 11 | 11 | 056:470 | 1,19  | 27:33  |
| 10. | FC Antibes                | 30  | 9  | 9  | 12 | 038:400 | 0,95  | 27:33  |
| 11. | FC Metz                   | 30  | 8  | 11 | 11 | 045:560 | 0,80  | 27:33  |
| 12. | SC Fives                  | 30  | 7  | 12 | 11 | 042:430 | 0,98  | 26:34  |
| 13. | Racing Club Paris         | 30  | 9  | 8  | 13 | 048:590 | 0,81  | 26:34  |
| 14. | Racing Lens (N)           | 30  | 9  | 8  | 13 | 045:630 | 0,71  | 26:34  |
| 15. | Red Star Olympique        | 30  | 6  | 7  | 17 | 047:710 | 0,66  | 19:41  |
| 16. | US Valenciennes-Anzin (N) | 30  | 6  | 6  | 18 | 030:770 | 0,39  | 18:42  |

Platzierungskriterien: 1. Punkte – 2. Torquotient
| (M) | amtierender französischer Meister        |
| (P) | amtierender französischer Pokalsieger    |
| (N) | Neuaufsteiger aus der Division 2 1936/37 |

## Kreuztabelle
|                       | FC Ant | AS Can | EAC Rbx | SC Fiv | RC Len | Ol. Lil | Ol. Mar | FC Met | RC Par | RSt Ol. | RC Rbx | FC Rou | FC Sèt | FC Soc | RC Str | US Val |
| FC Antibes            |        | 2:0    | 4:2     | 1:1    | 1:1    | 0:0     | 0:3     | 2:0    | 2:2    | 4:1     | 5:0    | 0:1    | 1:1    | 2:1    | 1:2    | 0:0    |
| AS Cannes             | 2:1    |        | 2:1     | 0:0    | 5:0    | 3:1     | 1:1     | 4:0    | 2:2    | 5:5     | 2:3    | 6:1    | 3:4    | 0:1    | 2:3    | 5:0    |
| Excelsior AC Roubaix  | 2:1    | 2:2    |         | 3:2    | 1:1    | 2:2     | 4:2     | 2:4    | 3:2    | 3:1     | 1:2    | 2:0    | 2:2    | 1:2    | 3:2    | 5:0    |
| SC Fives              | 3:1    | 2:2    | 4:4     |        | 2:1    | 0:1     | 2:1     | 3:0    | 1:0    | 3:0     | 3:0    | 0:1    | 1:2    | 1:1    | 1:1    | 2:2    |
| Racing Lens           | 2:4    | 2:2    | 2:2     | 3:2    |        | 2:1     | 4:3     | 2:3    | 2:1    | 1:3     | 2:1    | 1:1    | 0:2    | 0:2    | 2:3    | 2:1    |
| Olympique Lille       | 4:0    | 0:0    | 1:1     | 2:1    | 3:0    |         | 1:1     | 3:1    | 0:1    | 4:1     | 1:1    | 4:0    | 2:1    | 0:0    | 2:0    | 0:1    |
| Olympique Marseille   | 1:0    | 2:2    | 1:1     | 1:1    | 2:2    | 4:0     |         | 4:0    | 2:1    | 1:0     | 5:1    | 1:1    | 3:0    | 2:0    | 2:1    | 1:1    |
| FC Metz               | 1:1    | 1:0    | 1:2     | 0:0    | 1:1    | 1:0     | 1:2     |        | 4:4    | 3:0     | 1:1    | 1:1    | 1:1    | 2:2    | 4:0    | 1:0    |
| Racing Paris          | 1:2    | 3:1    | 5:1     | 1:1    | 1:3    | 1:0     | 3:3     | 2:2    |        | 2:1     | 2:1    | 2:1    | 0:2    | 0:4    | 0:3    | 0:3    |
| Red Star Olympique    | 0:1    | 2:1    | 2:2     | 3:2    | 0:1    | 3:2     | 0:1     | 2:2    | 2:2    |         | 7:0    | 2:2    | 1:4    | 0:1    | 2:2    | 2:0    |
| Racing Roubaix        | 2:1    | 4:1    | 1:0     | 0:0    | 3:1    | 3:0     | 1:3     | 2:3    | 2:1    | 0:0     |        | 0:3    | 1:1    | 2:2    | 0:2    | 3:2    |
| FC Rouen              | 2:0    | 1:0    | 1:3     | 2:2    | 3:1    | 0:0     | 2:2     | 2:1    | 3:1    | 4:0     | 2:0    |        | 3:1    | 1:3    | 3:0    | 4:1    |
| FC Sète               | 0:0    | 1:1    | 3:0     | 1:0    | 3:1    | 3:1     | 1:1     | 4:1    | 2:2    | 3:1     | 0:1    | 1:0    |        | 0:1    | 3:0    | 3:0    |
| FC Sochaux            | 1:0    | 1:1    | 1:1     | 6:2    | 4:0    | 2:0     | 1:2     | 3:2    | 4:0    | 3:1     | 3:0    | 5:0    | 0:1    |        | 3:3    | 6:1    |
| Racing Strasbourg     | 3:0    | 1:0    | 3:3     | 2:0    | 2:2    | 0:0     | 2:2     | 1:1    | 1:3    | 9:3     | 4:0    | 3:3    | 0:2    | 1:6    |        | 10:0   |
| US Valenciennes-Anzin | 1:1    | 0:1    | 1:0     | 1:0    | 1:3    | 0:4     | 1:2     | 5:2    | 1:3    | 3:2     | 2:4    | 1:9    | 0:0    | 0:0    | 1:2    |        |

## Die Spieler des Meisters
Während der Saison waren folgende 23 Spieler zum Einsatz gekommen (in Klammern: Zahl der Punktspiele): André Abegglen (5), Árpád Belko (1), Héctor Cazenave (29), Roger Courtois (26), Laurent Di Lorto (26), Pedro Duhart (1), Ferdinand Faczinek (28), Jean Germain (4), Albert Gougain (2), Johann Hoffmann (5), Roger Hug (27), Ramón Ithurbide (13), Curt Keller (24), Pierre Korb (18), Gabriel Lalloué (9), Michel Lauri (2), Maxime Lehmann (25), Étienne Mattler (29), José Padrón (10), Guido Pretto (5), Jean Sarrieux (2), János Szabó (30), Bernard Williams (10)
Die Schützen von Sochaux' 69 Treffern sind auf Basis der vorliegenden Literatur nicht vollständig zu ermitteln; exakte Angaben existieren lediglich für Courtois (22), Faczinek (15), Ithurbide (4), Padrón (2) und Hoffmann (1). Dazu ist bekannt, dass Sarrieux in einem einzelnen Spiel drei und Keller in einem anderen zwei Tore erzielt hat.

## Erfolgreichste Torschützen
| Pl. | Spieler            | Verein               | Tore |
| --- | ------------------ | -------------------- | ---- |
| 1   | Jean Nicolas       | FC Rouen             | 26   |
| 2   | Oskar Rohr         | Racing Strasbourg    | 25   |
| 3   | Dezsõ Korányi      | FC Sète              | 24   |
| 4   | Ivan Petrak        | AS Cannes            | 23   |
| 5   | Roger Courtois     | FC Sochaux           | 22   |
| 6   | André Simonyi      | Red Star Olympique   | 21   |
| 7   | Mario Zatelli      | Olympique Marseille  | 20   |
| 8   | Ferdinand Faczinek | FC Sochaux           | 15   |
|     | Helenio Herrera    | Excelsior AC Roubaix | 15   |
|     | Moselli            | FC Antibes           | 15   |